# 沃德尔
沃德尔（法語：Vaudeurs，法語發音：[vodœʁ]）是法国勃艮第-弗朗什-孔泰大区约讷省的一个市镇，属于桑斯区。

## 地理
沃德尔（48°8'1"N, 3°33'2"E）面积27.45 平方千米，位于法国勃艮第-弗朗什-孔泰大區约讷省，该省份为法国中北部内陆省份，西接卢瓦雷省，西北接塞纳-马恩省，南至涅夫勒省，东临科多尔省，东北与奥布省接壤。
与沃德尔接壤的市镇（或旧市镇、城区）包括：莱谢日、阿尔斯-迪洛、瑟里谢、库卢尔、维勒谢蒂沃、莱瓦莱德拉瓦讷。

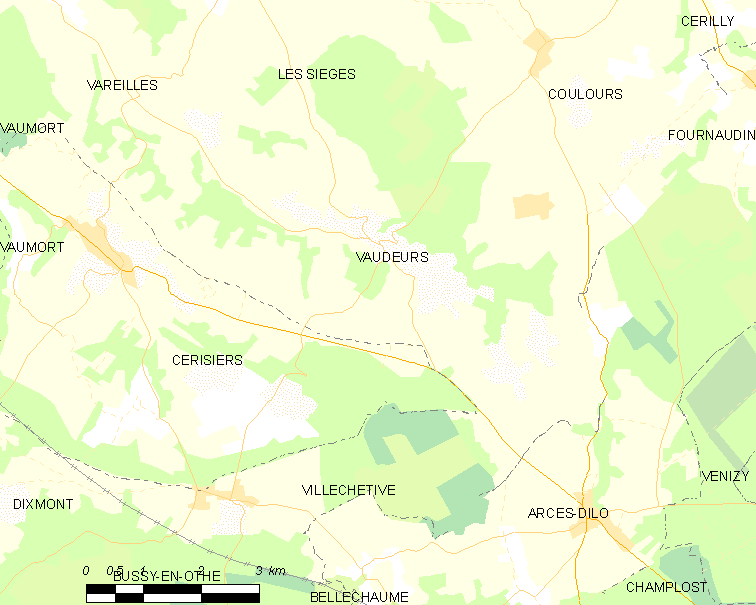
沃德尔的OSM定位图

沃德尔的时区为UTC+01:00、UTC+02:00（夏令时）。

## 行政
沃德尔的邮政编码为89320，INSEE市镇编码为89432。

## 政治
沃德尔所属的省级选区为阿尔芒松河畔布列农县。

## 人口

1962-2008年间沃德尔人口变化图示

沃德尔于2022年1月1日时的人口数量为471人。